# 淨土宗

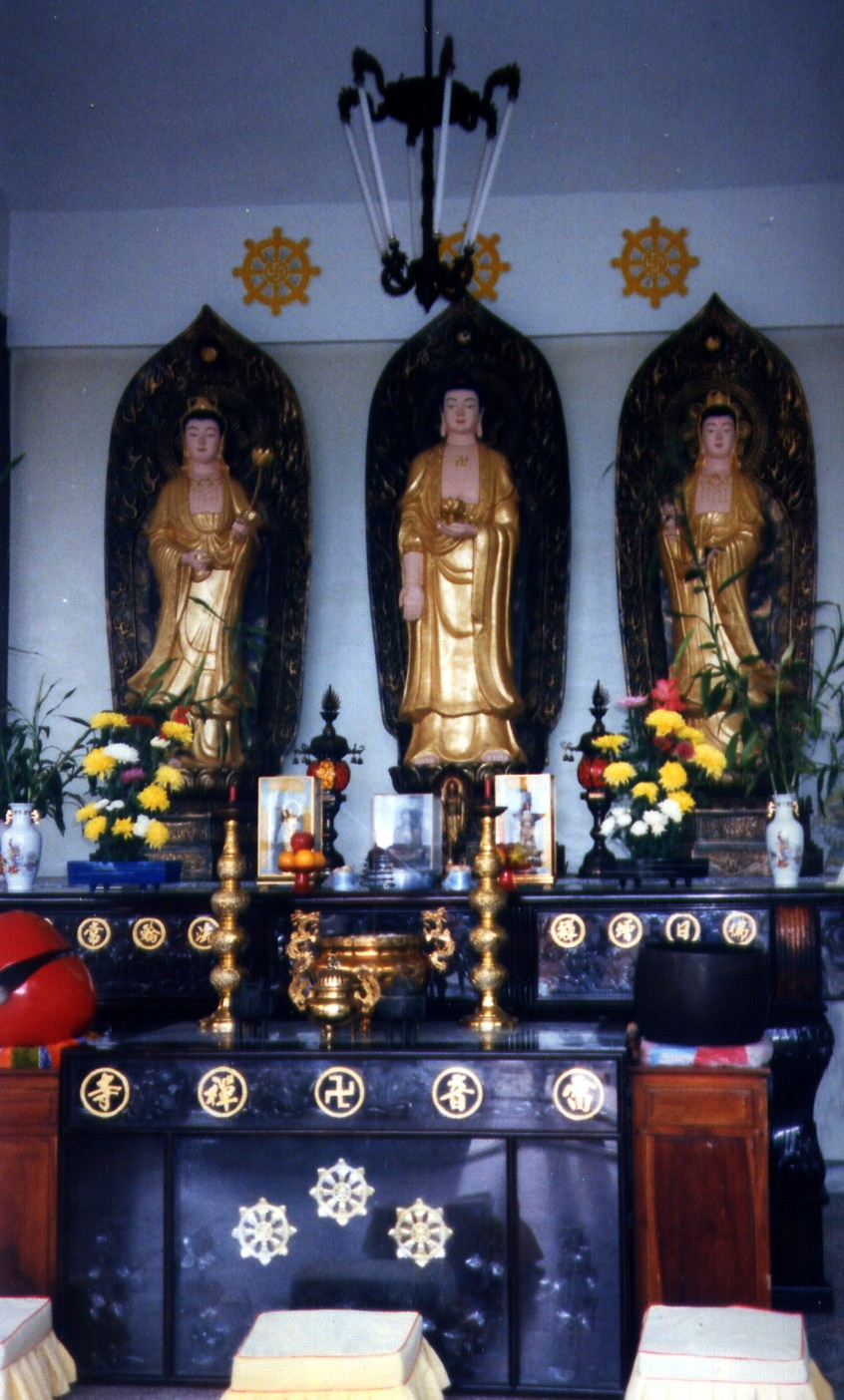
臺灣高雄市美濃區雷音寺供奉的西方三圣像，阿彌陀佛居中，右為觀音菩薩，左為大勢至菩薩

淨土宗，簡稱淨宗、蓮宗、佛土宗等，汉传佛教十宗之一，根源於大乘佛教淨土信仰，专修往生阿弥陀佛西方極樂世界净土之法门而得名的一個宗派。起源自北魏曇鸞、道綽，至唐代善導時成為獨立宗派，与禅宗是对中国汉传佛教後期影响最大的两个支派，流传于中國、韓國、越南等地，至今不衰。
净土思想的历史渊源传自古印度大乘佛教，如兜率內院彌勒佛淨土、東方妙喜世界阿閦佛淨土、東方琉璃世界藥師佛淨土等。但在中國淨土宗的意思，是希望能到達阿彌陀佛的極樂净土為信仰核心。
在古印度佛教中，淨土宗并未成为一个专门宗派。净土法门在中国佛教中濫觴于魏晋时代的东林寺之慧遠大师，始于北魏曇鸞，经唐代善导法师发扬光大。东林寺、玄中寺、香積寺等被奉為淨土宗祖庭。
善導一系的淨土宗思想傳入日本佛教後，形成日本淨土宗、淨土真宗等。

## 淨土宗宗義
大乘佛教普遍接受淨土以及阿彌陀佛信仰，不過印度大乘佛教以及早期的漢傳佛教並不以「往生淨土」为一獨立宗派，各大宗派大多把往生淨土視為附帶的兼修。到晋、唐之後，由於曇鸞、道綽等人提出自力他力、聖道門淨土門的判教之故，加以末法思想盛行，念佛往生至西方淨土，逐漸變成一個獨立的宗派。淨土宗由於判教理論及教團發展較晚，不像禪宗、天台宗等，在一開始就有法脈、傳承和组织体系。在宋代之前，属于“寓宗”，即寄寓在各宗内，以特定的理念和修习法门存在，没有組織和法嗣相傳的制度，一直要到宋代之後，才擁有獨立的地位，因此在教義上，淨土宗吸收了不少天台宗、華嚴宗、禪宗的觀念。

### 特色
净土宗透過唸誦佛號，得以往生西方淨土。因为用个人的力量今生获得解脱非常困难，但若通过日常念佛的修行，获得佛力的接引、救援，可以藉著阿彌陀佛的慈悲願力往生西方極樂世界。到了极乐世界後马上就可以獲得正等正覺，極樂世界沒有三惡道，所以往生的眾生不會淪入地獄、餓鬼與畜生，且能親聽西方三聖，也就是阿彌陀佛、觀世音菩薩及大勢至菩薩的說法，證得無生忍（此處為成佛之代稱，何以故，因彌陀是彼極樂世界之本尊、地主，故無有現佛相於海會者也）。由於淨土宗能夠三根普被（三根即指上、中、下根性的人；普被的意思就是普遍被收攝 、收起來、吸取和接收），而且容易修習，所以弘揚淨土宗的大德都將之判別為「易行道」。易行道就是容易行走的道路，以跟其他依靠自力的修行方法（即「難行道」）作分別。
由于净土持名念佛法门修行简单，在民间得以广泛流行，“南无阿弥陀佛”也成了汉传佛教信徒经常诵念的佛号。

### 早期争议
净土宗诞生之初，曾經遭受許多批判，因為汉传佛教各宗派虽然侧重的理論各有不同，但都认为，人必須透过艰苦的修炼才能获得解脱，净土宗则声称只要一心堅信阿彌陀佛，並堅持日日念誦“南無阿彌陀佛”就可受到佛的接引而往生淨土，净土宗的“捷径”因此受到强烈的批判。但净土宗其修炼方法“简单易学、老少皆宜”（三根普被，利鈍全收），在大众中流传甚广，影响仍日益扩大，在宋代之後，逐漸將其他宗派吸納其中，对汉传佛教产生了深远影响。在明朝時，汉传佛教已形成禅宗和净土宗两宗独秀的局面，而禪宗已經受到強烈的淨土宗影響，出現「禪淨合一」的理論，慢慢成為淨土宗的支流。至清代之後，更形成淨土宗獨盛的局面。

### 世系傳承
到南宋之後，淨土宗建立了自己的世系傳承，現今經後人所公認的有十三祖：慧遠、善導、承遠、法照、少康、延壽、省常、袾宏、智旭、行策、實賢、際醒、印光。近代也有把重要性大且是善導的師承曇鸞、道綽加入的十五祖說法，在慧遠之後分別是二祖及三祖，善導從二祖變成四祖，後續以此類推。

### 判教理論
以「根、道、果」理論來說，淨土宗的「根」在於對於阿彌陀佛大願的全然相信，「道」則是修行十善及持名唸佛，以求往生，其成就的「果」即是在臨終時，得以往生西方極樂世界國土，不堕惡道，不受諸苦，但有眾樂。

#### 本願他力說
最早由曇鸞提出，後經善導整理，曇鸞在阿彌陀佛四十八大願中，特別提出第十八大願，將它列為根本願，認為一切眾生都可以依阿彌陀佛此18願，得生西方淨土。他又根據龍樹《十住毗婆沙論》，提出「二根二力說」，說明人有不同根器，利根人可依自力，行難行道而至解脫，但在現在的世界，沒有佛陀住世，依這種方法修行甚難；但一般根器的鈍根人，只要依靠阿彌陀佛的願力，與自身的發願往西方的願力結合，行易行道，就可以得生西方淨土。
此後，這成為淨土宗最根本的方法。淨土宗以信願為主的方法，也形成它與其他佛教宗派最大的不同點。
善導將誦念佛號認定是正定業（正定聚、正行），將禮拜、讀經、觀想、讚嘆等稱為助行。雖然經中也說要行十善，但這些世間的善行為雜行。要想往生，必須捨棄雜行，歸於正行，最終將修行收攝到一心誦念佛號之上。專修念佛，成為淨土宗最主要的修行法。
因為誦念佛號極為簡捷易行，但又效果宏大，不必如其他宗派要長期修行禪定。這種簡易法門，讓淨土宗吸收到許多信徒。

#### 末法時代唯依靠念佛
佛教原始就有「正法、像法、末法」的說法，在其他的宗派裏，這只有被理解為單純的歷史發展理論。但淨土宗將末法概念與修行法門結合，並且將其發展成為一個獨特的判教思想。
道綽承續曇鸞的二根二力說，提出「聖教門、淨土門」的分別。道綽先將我們所處的時代，判定為末法時期。他認為，在末法時間，釋迦牟尼其他的教法（即「聖教門」），很難成就。唯一安穩可行的，就是淨土法門，經由唸佛往生，得以解脫。道綽的說法，被後世淨土宗門人所接受，並加以宣揚。但這也造成了爭議，其他宗派对昙鸾到善导一系僧人时有批评，認為他们把念佛门和圣道门分离得太开，使得佛教的基础发生了动摇，戒、定、慧三学得不到重视，从而使修习出现了片面性。

#### 三根普被與帶業往生
佛教因果论說世间的六道众生因為善業或惡業的想法，而做出的各種行為，都有它一定的影響力量。這個潛在的影響力量，被稱為「業」。在條件適當（因緣成熟）時，潛藏的業就會成熟，影響你的生活，這稱為「報」。報即是报应，是因果，不会自然消失。因此，大多數的佛教宗派都主張，修行者必須要經過長久修行，將自己所造的各式惡業消去，並且培養足夠的善業，才能夠往生淨土，這被稱為「消業往生」。因此，只有修行證果的聖人，才能夠往生淨土。
而净土宗道綽提出「帶業往生」理論，成為淨土宗獨特的教義。淨土宗主張，即使曾經造下許多惡業，依據淨土經典，只要誦唸佛號，都可以依信願往生西方淨土。不管是哪一種人，只要依靠阿彌陀佛，都可以往生極樂，不分根器與修行深淺，此为「三根普被」。當到達西方淨土之後，不會再起惡念。而且西方淨土沒有畜生、餓鬼、地獄等三惡道，因此终得解脫，在解脫之後就不再蒙蔽於因果、業報之中。
善導認為，雖然依據經典，能夠往生西方淨土的人，依照修行的程度，可分成三輩九品。但是，他們都是依靠阿彌陀佛的願力才能夠往生的，在這個觀點上，他們都是帶業的凡人。即使不是聖人，也能夠得到阿彌陀佛的加持，同樣到達西方極樂世界，與大菩薩同行。

### 修行法門
淨土宗不強調艱苦的禪定修行，也沒有複雜的理論，以念佛法門為主。念佛法門主要是以“信”、“願”、“行”為三要，以持唸阿彌陀佛佛號為特色。

#### 信
- 信有阿彌陀佛，信有極樂淨土。

很多人對淨土宗有誤解，認為應該要經過三皈依等等儀式，具足五戒十善等，一定要是個大善人，臨終才能蒙佛接引往生淨土，而退轉信心，認為自己不可能去極樂世界，繼續造惡。實際非也。淨土法門和其他法門是不可相互解釋的。淨土宗的核心為靠佛力成就而不靠己力，只要是人臨命終時肯回頭念佛，下至十念，不論其五戒十善，不論其居士出家，不論其皈依與否，都能蒙佛接引得生淨土。此為佛之第十八願力，毫無己力，否則不會有惡人臨終地獄現前，遇善知識勸誡念佛而得生淨土之例。惡人哪有修行概念。就算是大善人，其妄想分別執著還是存在的，也並沒有辦法脫離輪迴。阿彌陀佛並沒有分別心，並不會因為是惡人在念佛而不來接引。
- 相信念佛法門的特別：《净土群疑论》卷二：“故《摄论》言，如以一金钱贸易得千金钱；又如念多宝佛，未即至不退位也。不退位在十住初心，此人当念多宝佛时，或是十信前心，或十信初心等。未可念多宝佛，即超十信十千劫，即至十住初心，以须中间更修八万四千波罗蜜行，方至初心也。而念多宝佛，与不退行为远缘，故名别时意也。

善導法師則於《觀經四帖疏‧觀經正宗分散善義卷第四》中提出「機法二種深信」之說，大意如下：
- 一者機深信：自己是有罪有惡、未出生死的凡夫，無量劫以來常於輪迴中流轉、無法脫離。
- 二者法深信：阿彌陀佛發的四十八願能攝受眾生，只要相信彌陀，一定得往極樂世界、蓮花化生。

#### 願
净土法门中的“愿”，除願成佛道，願度眾生等大乘弟子的共願之外，主要是願生净土。更深一层说，就是願得阿彌陀佛本願的攝受。阿弥陀佛大慈大悲，無時不在攝受眾生；但只有眾生也主动發願要求攝受，才能得到佛的救度。

#### 行
- 往生淨土的最主要行持：持诵佛号“南无阿弥陀佛”。          請參考阿彌陀佛的十八願[42][43]。

#### 四种念佛法门
在唐代宗密的《华严经行愿品别行疏钞》中列举了念佛有四種方法：
- 持名念佛。稱念「阿彌陀佛」的名號，口念清清楚楚，耳聽得了了分明，一心只念著佛號[44]。
- 觀像念佛。先觀阿彌陀佛的聖像或畫像，把佛的相好莊嚴謹記在心，然後靜坐觀想佛相。
- 觀想念佛。依《觀無量壽經》所記載的十六觀，觀想極樂世界的依正莊嚴，觀想西方三聖的三十二相，觀想九品眾生如何獲西方三聖接引[45]。
- 實相念佛。念諸法實相，就是念實相佛[46]。這是以自力為主的修行法門。

这四种法门中，观像念佛是观想念佛的前行，而无论是观想还是持名，到一定的境界之后都可以修习实相念佛，因此这四种法门中有真正独立性的，是“观想”和“持名”两类修法。

#### 密咒念佛与参究念佛
四种法门之外，還别有持咒往生淨土之法。《往生咒》有“滅四重、五逆、十惡、謗方等罪”的功效。萧梁时代譯出的『鼓音聲王陀羅尼經』，除了開示十日十夜的念佛法門而外，又加以十日十夜的持誦「鼓音聲王大陀羅尼」。
随着时代的发展，到了明清两朝，净土作为“天下共宗”的趋势，越来越明显；因此许多其他宗派的修行法要也进入了念佛法门中。有人从古代禅经获得启发，用摄心、数息等方法配合持名；有人则援引禅宗的看话头，参究等修证模式，在念诵佛号时，不断反问自己“念佛是谁？”以期在反思中获取顿悟。
- 《金剛經》說：「信心清淨，則生實相。」
- 《楞嚴經》中的〈大勢至菩薩念佛圓通章〉，大勢至菩薩的修行法門就是念佛，當執著妄想時，就念念佛號，用正念打妄念，就像淨水器，以淨水器威力，汙水都變淨水。
- 《法華經》中的〈普門品〉:「若有眾生多於淫欲，常念恭敬觀世音菩薩，便得離欲；若多瞋恚，常念恭敬觀世音菩薩，便得離瞋；若多愚癡，常念恭敬觀世音菩薩，便得離癡。無盡意！觀世音菩薩有如是等大威神力，多所饒益，是故眾生常應心念。」，說到念观音的好處，可以遠離災禍。

## 淨土经典

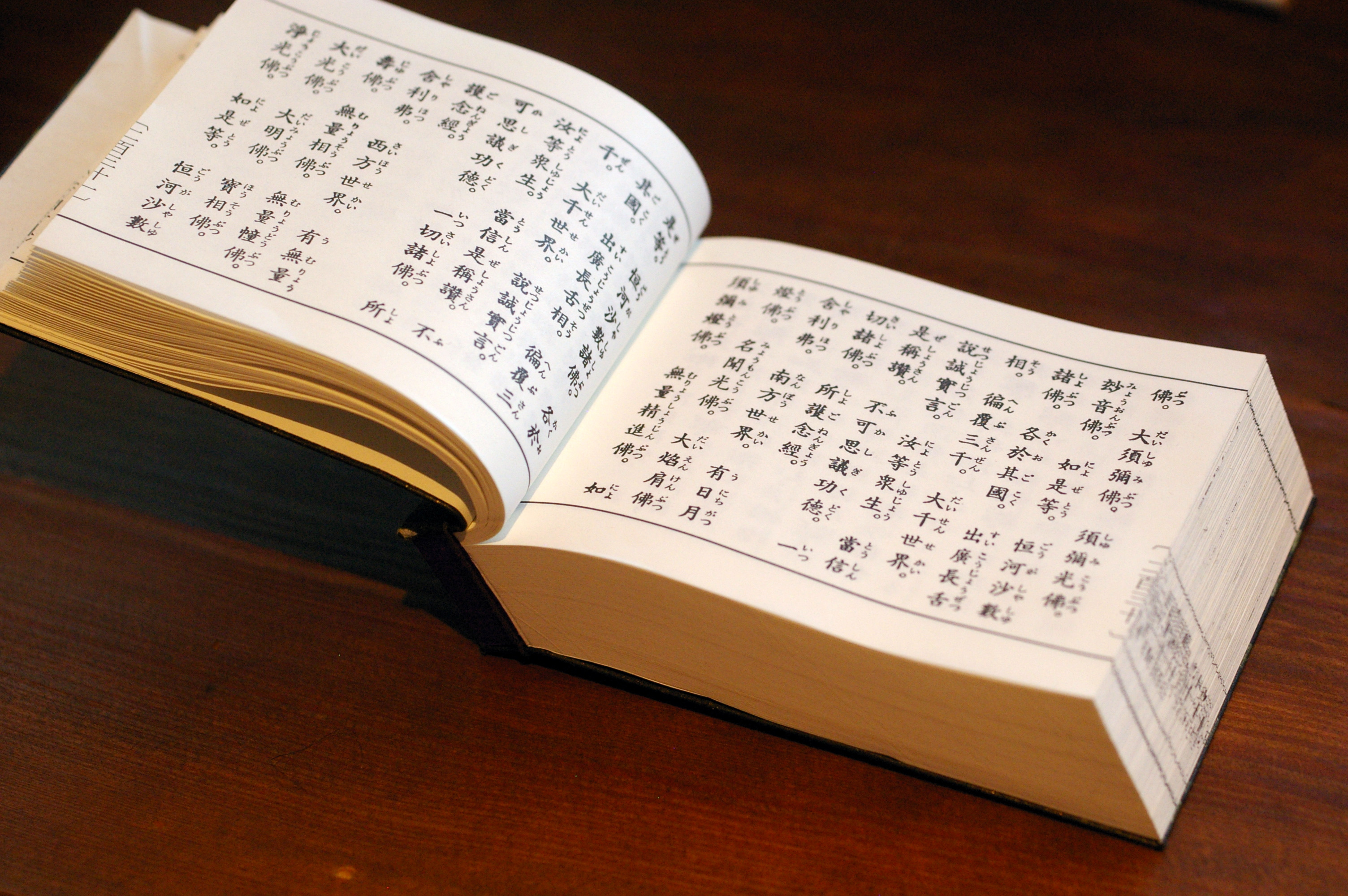
鳩摩羅什译《佛說阿彌陀經》

雖然在中國最早譯出的淨土經典是《般舟三昧經》，但是它並不是淨土宗的核心經典。淨土宗最重視的經典，稱為淨土三經，是淨土宗的根本經，包括《佛說阿彌陀經》、《觀無量壽佛經》與《無量壽經》。
《佛說阿彌陀經》，为鳩摩羅什漢譯，因為內容精簡，又稱《小阿彌陀經》。該經用簡潔華麗的筆法描繪淨土世界的清淨莊嚴，傳統上以此經為持名唸佛的出處。此經在漢傳佛教中相當受到歡迎，玄奘曾經重譯此經，名為《稱讚淨土佛攝受經》，但是並沒有得到相同的重視。
《觀無量壽經》，为劉宋畺良耶舍譯。此經目的在於指導淨土修行者對極樂世界進行觀想，提出十六種觀門，但是這種觀想淨土的修行法門並不如持名唸佛之盛。此經中，提出了「九品往生」的狀況，認為下品的惡人，在臨終時只要持阿彌陀佛名號，也可以往生，曇鸞以此經為根據，提出了持名念佛的法門。這個觀點引起了後世淨土宗「消業往生」與「帶業往生」的爭議。宋代王日休以此為依據，修改《無量壽經》的內容，移除了「唯除誹謗深法，五逆十惡」的惡人不能往生的條文，認定一切眾生只要深信阿彌陀佛，皆可往生。
《無量壽經》，亦稱《大阿彌陀經》，被認為是淨土宗的主經，介紹阿彌陀佛前生法藏比丘的功德和他立誓成佛所許的本願。該經有眾多譯本，現存的有東漢、孫吳、曹魏、唐、宋譯出的五種不同版本，部份的條文有所出入。其中唐代譯本被明代蕅益智旭大師認為是五個譯本中最佳的，而曹魏版則得到民國印光大師的支持，流傳較廣。
為了調合不同譯本間的出入，從宋代開始，就有淨土宗信眾編輯會集本，不過明代蕅益智旭認為之前的會集本破壞了原譯本的純正，有誤導之嫌。至民國為止，共有四個會集本。
至晚清之後，《華嚴經·普賢菩薩行願品》與《楞嚴經·大勢至菩薩念佛圓通章》被加入淨土宗經典之中，改稱淨土五經。

## 印度源流

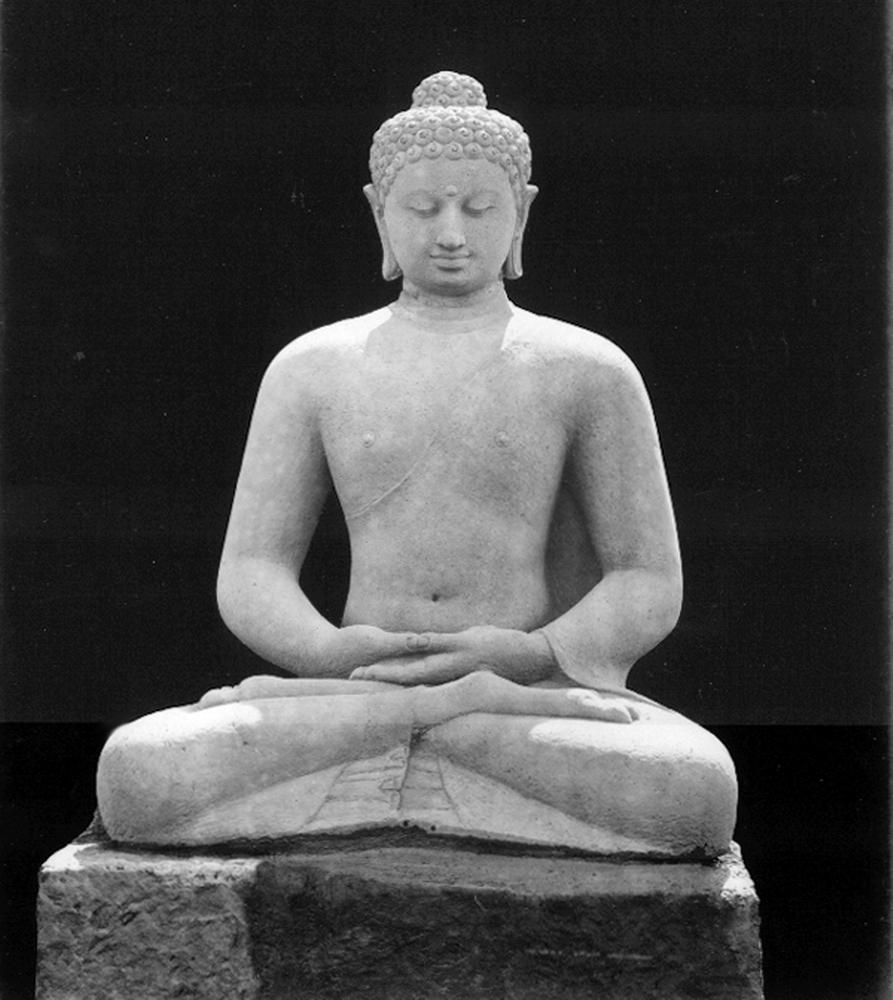
印度尼西亚婆羅浮屠的阿彌陀佛像

古印度在吠陀經時代，即有求生天界及他方樂土的傳說。他們深信可以經由行善、修行禪定，進入天界或是北俱蘆洲，享受無量快樂。佛教認為這種享樂，與涅盤相比，並不究竟，認為福報享盡之後還是會墮入輪迴之中，如彌勒菩薩所居的兜率陀天，長壽天或是北俱蘆洲，都是可以經由修行十善而到達的。只是到達這些地方的目的是為了修行而非享樂。在現代南傳佛教中仍然可以見到“佛隨念”（十隨念之一）的修行方法，以憶念佛陀的功德為主。
菩薩成佛建立淨土（即「菩薩莊嚴佛土」）。在《華嚴經》中描述了無量的他方佛土，並以普賢菩薩願攝取一切眾生至佛國淨土為總結。
《般舟三昧經》中提出以憶念阿彌陀佛為入門，最終能夠成就憶念十方佛。在《般舟三昧經》中又提出了念佛成就是由於心中的憶念所成，必須要反觀諸佛的影像皆是自身心念所造，見證空性，才能成就念佛三昧。這成為後世「實相念佛」的根據之一。

### 龍樹念佛觀
龍樹在其著作《十住毗婆沙論》中表示，忆念、称名、礼敬十方諸佛，是达到阿惟越致地的易行道。但是他本人則反對這種以信願為核心的修法，認為「是乃怯弱下劣之言，非是大人志幹之說。」龍樹強調需要精進修行菩薩行，得至佛地的難行道才是佛教的正道。
在龍樹此論中，認為憶念十方诸佛都是可以的，並沒有強調一定要憶念阿彌陀佛，顯示在龍樹的時代，阿彌陀佛信仰仍然未取得支配性的地位。

### 世親念佛觀
瑜伽行唯識學派以彌勒為始祖。但特別的是，世親為《無量壽經》作了經疏，顯示了在世親時，阿彌陀佛信仰是一股不能忽視的力量。
世親反對「唯依發願即得往生淨土」的說法，認為淨土乃聖者菩薩方能往生。因此作《無量壽經優波提舍願生偈》，提出礼拜、赞叹、观察、作愿、回向五者相结合的“五念門行”，凡夫經由發願、修行止觀，漸次修行，方可轉識成智，由凡夫地升至菩薩聖位，往生淨土，但最終還是要以大慈悲力迴向利益一切眾生。

### 密宗淨土觀
净土宗和密宗在佛理上有广泛的共同基础，概括地说，他们都信奉他力，強調信願的重要性，因此密宗發展之初，就與淨土信仰总有著緊密結合。密宗修持的特色，是透過咒語及觀想，可以使信徒與阿彌陀佛結合，得到佛力加被，最終往生淨土。
早在杂密时代，孙吴支谦译的《佛说无量门微密持经》中就有見阿彌陀佛的記載。其後譯出的《阿彌陀鼓音聲王陀羅尼經》，提出誦念咒語就能得以往生淨土的修行法。至唐代，《佛说陀罗尼集经》與《佛顶尊胜陀罗尼经》，也都有通过誦念密咒的方式来達到往生淨土的效果。在唐代，很多尊胜陀罗尼经幢的记文都注明“乘诸功德，坐西方净土”，表名在現實世界的實踐上，密教对净土觀念的吸纳。
唐代時，密宗經典陸續被翻譯成漢文進入中國，创制曼荼罗和仪轨时也不断吸纳净土的内容。在《大日經》中，提出了胎藏界曼荼羅，中央為以大日如來為中心，形成『中台八葉院』，正如同蓮花的含苞，四周綻放八片花瓣，分別為東方寶幢佛、西方阿彌陀佛、南方開敷華王佛、北方天鼓雷音佛、西南文殊菩薩、東南普賢菩薩、西北觀世音菩薩、東北彌勒菩薩。而《金剛頂經》的金剛界曼荼羅，以九宮圖分成九個部分，中央則是以大日如來為中心的五方佛，阿彌陀佛位於西方，主管蓮花部，象徵妙觀察智。不論是金剛界或是胎藏界，阿彌陀佛都不是核心，西方淨土也只是諸多佛國的其中之一。展現密教充份發展了十方佛的概念，不專以阿彌陀佛為依歸的特色。

## 漢傳佛教發展

### 魏晉南北朝傳入
漢傳佛教中，对弥陀净土的向往早在西晋时期就开始了。在晋人王琰的《冥祥记》中，就有阙公则与其弟子卫士度信仰弥陀净土的记载。东晋高僧支遁是第一个绘制阿弥陀佛圣像的僧人，并且写有《阿弥陀佛像赞并序》一文，表达了他受到魏晋玄學之风的影响，对逍遥无待的西方净土世界的向往。但是因為相關經典尚未漢譯至中國，此時阿彌陀佛的信仰並未開始流行。

#### 東晉慧遠

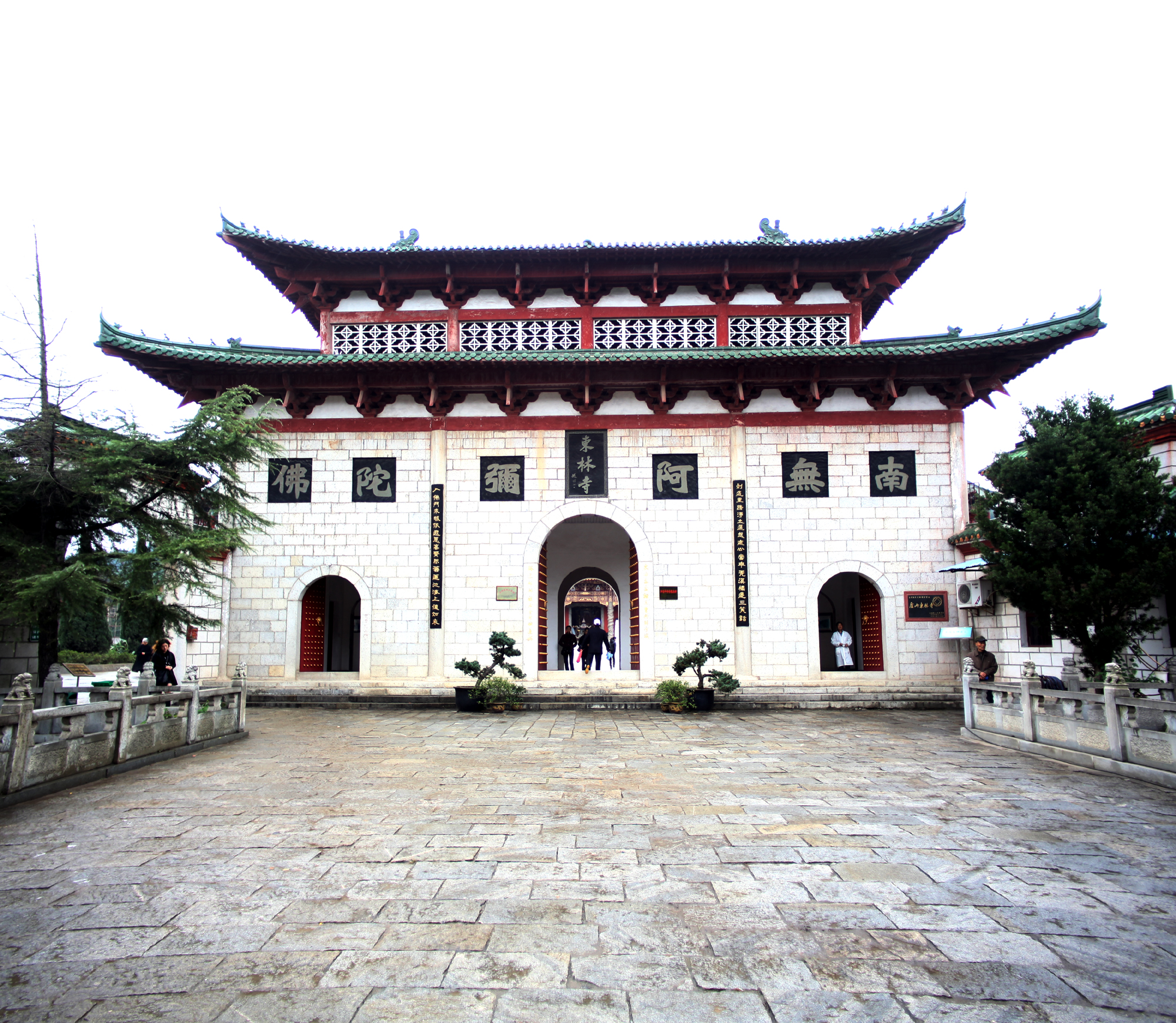
庐山东林寺

後世淨土宗尊東晉慧遠为净土初祖，認為他是淨土宗最早的提倡者。但考證史料，他并不是專修净土的僧人，也沒有立宗的意圖。他在庐山隐居三十余年，前期专研阿毗达磨，后期则专研禅定之术，并主持翻译了《修行道地禅经》等指导观修的小乘禅经；而作为大乘佛教的信仰者，他对般若经也有深刻的体验。慧遠實際所修習的禪法，主要依靠強調諸三昧中，以「念佛」為要的《般舟三昧經》。

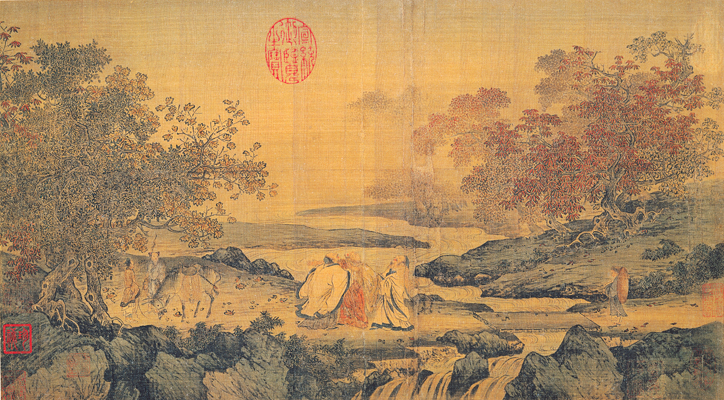
宋朝《虎溪三笑图》，画中陶渊明、慧远、陸修靜相聚庐山，象征儒释道三家和睦相处

慧远在庐山东林寺同刘遗民、雷次宗等共一百二十三人在阿弥陀佛像前發願，共期西方，希望由禪定修行，得到念佛三昧，而得解脫。
慧遠在《念佛三昧詩集序》中認為“諸三昧其名甚眾，功高易進，念佛為先”，而且通過這種修法，最終能達到“冥懷至極，智落宇宙”的境界。但慧遠這種依念佛三昧而见佛的觀想修法，是一種禪修的方法，出于自力，重視在現世的禪定成就而達解脫，不以往生淨土為重心。這与后世净土宗依靠阿彌陀佛願力以求往生的持名念佛有所不同。
無論在判教理論及修行法門兩方面，慧遠與後世淨土宗的關係都不大。但慧遠在初唐之后，逐漸被認為是淨土的弘揚者，许多归宗持名念佛的大家也都愿意视慧远为他们的先驱者。在宋代之後遂被視為是淨土宗初祖。這與唐代之後，整個社會經濟的重心逐漸南移有很大的關係。

#### 北魏曇鸞
阿彌陀佛信仰在中國真正開始被宣揚，始自北魏時期的曇鸞。他得到菩提流支所譯的《观无量寿经》，此后在山西玄中寺致力于净土理念的弘扬。根據《观无量寿经》，他首次强调了持名念佛的重要性，認為惡人也可藉由持念阿彌陀佛名號而得到往生。在曇鸞之後，持念阿彌陀佛成為淨土宗最重要的修行法門。
他為世親《無量壽經優波提舍願生偈》，並為它作註解，名為《往生論註》，建立了他的基本理論。在《往生論註》卷初，曇鸞即援引龍樹《十住毗婆沙论》，把习佛诸多法门概括为“二道二力说”：二道为难行道与易行道。二力指难行道对应的自力和易行道对应的他力。修习佛法者，在無佛出世的年代，難以依自力得救，唯有依靠阿彌陀佛的愿力（他力），把它和自力相结合，求生西方极乐世界，才是解脫的易行道。由這兩本論著，曇鸞認為，以信、願、行為本，深信阿彌陀佛的力量，一心願生淨土，以及持誦佛號為修行，最終必能往生極樂世界。
在曇鸞之後，淨土宗信仰的基幹被確立了。因此，昙鸾对净土法門的貢献，實高于慧远，日本净土宗称他为净土的“初祖”。但在中国，在南宋之後，其重视度减弱，净土宗也不以其为祖师，反而推尊慧遠，這與與南宋之後，中國佛教中心南移的歷史因素，是有強烈相關的。此外，因為曇鸞的影響，後世淨土宗尊龍樹為印度初祖，世親為二祖。

### 唐朝立宗

#### 淨土宗

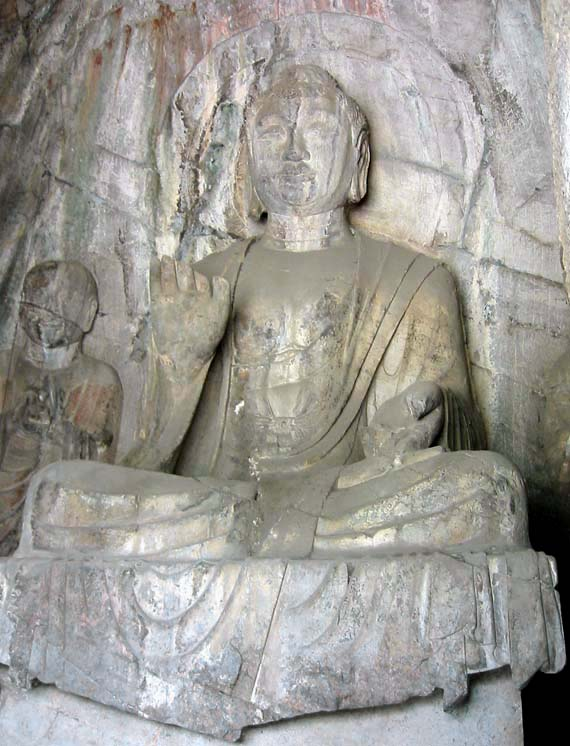
龙门石窟中的阿弥陀佛石刻

道绰是活动于南北朝末年到唐朝初年间的僧人。他安居在汶水石壁玄中寺时，从寺中的昙鸾和尚碑上了解到昙鸾的一生事迹，决心要继承昙鸾开创的念佛法门。因此他专修持名念佛，每日要念七万遍佛号；并时时不忘劝人念阿弥陀佛圣名，用麻、豆等物统计数量，“积豆至百万斛”。道绰先后为信众开讲《观无量寿经》二百余遍，主张无论是出家人还是俗人，都要殷勤念佛。道绰弟子善导大师，也从《观无量寿经》开悟，赞叹道“此真入佛之津要。修余行业迂僻难成，惟此法门速超生死。”后入长安，写十余万卷《阿弥陀经》，画三百壁极乐净土图，在光明寺、慈恩寺等弘传净土，激发信众念佛求生西方，三十年如一日，又著《观无量寿佛经疏》、《净土法事赞》、《依观经等明般舟三昧行道往生赞》等著作，流传后世。
道绰、善导是后世净土宗的真正创始人。从他们开始，净土法门的主要修持方式从观想念佛过渡到持名念佛，此后一千多年来，弘扬净土的高僧大德，都没有违背这一宗旨。善导认为“末法众生，神识飞扬，心粗境细，观难成就”，因此持名念佛修行，比观想念佛容易成就。在他们的推动下，净土修行以更简易、更贴近底层的面貌深入民间，中唐时期，净土宗已经在民间流传十分广泛。

善导之后，净土宗就分为三个流派。
1.人们把继承慧远大师遗风，注重解悟的修行者们，称作“慧远流”，其专长在于义解；
2.一心专念佛名以求往生的修行者们，称作“少康流”，其专长在于信愿，被称为“後善导”的少康大师本人就是继承善导持名念佛之法，亲自以身弘法，以实信打动信众的著名例子；
3.介于“慧远流”和“少康流”之间，既重视念佛，又不廢禅法，教门的修行者们，则被称作“慈愍流”。

一般来说，慧远流吸引的是上根人；慈愍流则吸引中根；少康流所吸引的，乃是下根的广大人群，所以净土宗的主流一直是属于少康流的。
在这一时期，净土法门内也出现了很多著名的僧人。承远大师求法于慧日慈愍，一生苦行，粗衣敝食，念念不忘弘传净法，被尊为净土第三祖；法照大师创造五會念佛的法门，利用念佛音聲的緩急、高低的变化，来表達念佛的轻安与急切之情，他被后世尊为净土第四祖。

#### 天台与净土
天台宗崇尚的《法華經》以化城喻說明淨土是佛為了救渡眾生而暫時化出，在陈隋之际诞生的天台宗也受到了净土思想的深刻影响。它的实际创始人智顗有《观无量寿经疏》、《五方便念佛门》、《阿弥陀经义记》等净土作品，雖然這些作品經後世學者考證可能並不是智者大師所作，但即便这些作品是托名之作，也可以代表那个时代天台宗的净土信仰风貌。特别在《五方便念佛门》中，作者把念佛所得的成就和天台由假入空、由空入假，最终实现中道圆融的教义结合起来，為後世台淨合一的理論基礎。
天台宗人认为，淨土二字，是一個統稱，可以次序區分為四種：
- 常寂光淨土：法身佛所居处，是常住（法身）、寂灭（解脱）、光明（般若）之佛土。
- 實報莊嚴土：断除一分无明的菩萨所在的净土，无有凡夫、二乘，而为别教初地以上，圆教初住以上菩萨所居。
- 方便有餘土：阿罗汉、辟支佛、地前菩萨所居之净土。他们修习方便道，断除见思二惑，故称方便；但尚余障覆中道实相无明的根本惑。
- 凡聖同居土：天人二道凡夫、声闻缘觉圣者所居的国土。有净、秽二种，如婆娑世界是同居秽土，而西方极乐世界是同居之净土。

这四种国土，后三种是众生自业所感，前面第一种唯佛所得。但佛能入众生之土，施以教化。實報莊嚴土是报身佛所化处，方便有餘土和凡聖同居土是化身佛所化。這四者中，又細分為九品，高下不同；皆由修行人念佛功夫深淺的不同，而各往生淨土。所得之品位，亦有高下階級之殊，但若能不斷功用，自然日有勝進。
三论宗吉藏大师的净土观也与天台宗四土之说相同，只是名称有所变更而已。

#### 华严与净土
华严宗信奉的《华严经》中有关于法身毗卢舍那佛净土莲华藏世界的描述。对莲华藏世界，历代高僧有不同的看法：
- 莲华藏世界是诸佛报土的通名。华严经中所说的，是毗盧舍那佛的莲华藏世界；大日经所说之胎藏界，密严经所说之密严国，为大日如来所成的莲华藏世界；观无量寿经里所说的极乐世界，则是阿弥陀佛成就的莲华藏世界[97]；

- 娑婆世界即是莲华藏世界，因为按华严经里华藏世界品的法义，一一世界互入互摄，娑婆世界也在华藏世界海之内，秽土无非净土[98]。这一净土，也是作为“唯心净土”存在的。心净，则国土净[99]。

- 莲华藏世界高于极乐世界。因为极乐世界，凡圣同居，而莲华藏世界则仅为一乘菩萨所居，不能轻易得至，要靠其他净土，尤其是西方极乐世界作为桥梁。華嚴宗第二祖智俨大師的遺言就體現了這種觀點：“吾此幻躯从缘无性，今当暂往净方，后游莲华藏世界，汝等随我，亦同此志。”[100]

唐朝李通玄長者會集诸经所说净土，略说其中的十种以定權實。他認為《阿彌陀經》、《觀無量壽經》、《梵网经》描述的凈土、摩醯首罗天净土、《涅槃经》之他方净土、《法华经》之三变净土六种为权；《维摩经》中如來足指按地，所顯現的净土以及靈山凈土虽是实报，前者“是实未广”，后者“信而未见”；唯第九唯心净土、第十毗卢遮那所居则为实报土。

#### 汉传密教与净土
净土教和密教在佛理上有广泛的共同基础，概括地说，他们都信奉他力和易行道，因此魏晋南北朝之后，密教传入中土，和净土相互融合，也是符合它们内在特性的。早在杂密时代，孙吴支谦译的《佛说无量门微密持经》中就有見阿彌陀佛的記載。此后，一些密教僧人在翻译密经、创制曼荼罗和仪轨时也不断吸纳净土的内容。如《佛说陀罗尼集经》：“若欲生诸佛净土者。昼夜各三时诵二十一遍。满三七日。如其所欲。即于梦中。或见佛金色形像及菩萨形像。此是先相。即知当生净土。”这是通过密咒的方式来实现观想、持名念佛的效果。在中晚唐时期以河西为中心一带的净土信仰中，《观无量寿经》的位置被《无量寿宗要经》取代，念诵阿弥陀的陀罗尼（念咒）几乎要代替持名念佛。
西夏僧人智广等人，编撰了《密咒圆因往生集》一卷，列举了阿弥陀佛根本咒、同心咒、一字咒、无量寿王如来一百八名陀罗尼等，并引证无量寿念诵仪轨，理趣般若经释，说明诵持的功德和灭除五逆往生净土的利益。这种把净土和密教两家教义揉合在一起的法门很富有创造性，在中国并未多见。
后世大师，把念陀罗尼咒视作念佛净土法门的一种，因此蕅益大师把《阿彌陀鼓音聲王陀羅尼經》也列为净土要典之一。明末居士謝于教，著有《準提淨業》一部。文中引用最多的，是准提法门的基本典籍《顯密圓通成佛心要集》，但谢氏在准提仪轨中加上净土系的经咒和回向文，宣揚「修准提法得往生」的教理。除了阿弥陀佛的净土以外，弥勒佛兜率净土、药师佛琉璃净土与密教的关系也很亲切。

#### 禅宗与净土
禅宗与净土教发生联系，是从四祖道信开始的。道信在《入道安心要方便法門》里阐述了「安心」禪法，其来源为梁朝曼陀羅仙所译《文殊說般若經》中「一行三昧」法門。「一行」即「法界一相」，般若實相。「一行三昧」即是通過「繫心一佛，專稱名字」的念佛，见过去未来现在诸佛，入三昧，證佛智。这一修行方法也是属于自力法门，与东晋慧远相似。在中唐以前，凡是以达摩法裔自称的禅师，念佛的目的都是为了离念，作為即心即佛之方便。
北宗禅继承道信弘忍的东山法门，念佛以求开悟。而南宗的惠能则只赞成“總淨心，念摩訶般若波羅密多”。在惠能观点的影响下，后世不废念佛的禅宗学人，采纳了“唯心净土”的观点。所谓唯心净土，是指心为一切的根源，净土是心的显现，是唯心所变，通过净心以达到净土的境界。同时，禪宗六祖还認為淨土宗求生淨土而不求自性清淨的趨向是錯誤的。
唐代慧日（慈愍三藏）求法天竺，得净土法门回国，著《往生净土集》弘扬净土信仰。然与前贤不同，他认为佛的一切法教，都能引人往生净土，因此没有简择佛法，而采取一种综合的态度，融通各宗，会归净土；他更激烈反对当时禅宗认为净土是引导愚人的“方便虚妄说”的见解，而提倡禅净双修，念佛往生。

### 宋代發展

#### 居士佛教
从宋朝开始，净土思想通过结社思潮迅速在民间展开。这些结社名目繁多，但都以称名念佛为基本的活动内容，参加者有僧人，也有居士，在居士中有官僚士大夫，也有平民百姓。典型的例子，有省常大师仿效庐山莲社故事而创建于西湖昭庆寺的净行社。通过这样的结社活动，居士佛教得到了越来越广泛的发展。
宋高宗年间，王日休以居士身份大力提倡净土法教，著有《龙舒净土文》通过强调世间的痛苦，以及高抬信仰主义的理念，劝人实修净业，往生西方。“自王公士大夫，下至屠丐僮奴皂隶优妓之属，咸以净土法门劝引皈依。”王日休还参考汉、魏、吴、赵宋各版本的《无量寿经》，会集出《大阿弥陀经》，风行一时。

#### 天台与净土
宋朝時，天台宗的后学高僧，如四明知礼、慈云遵式等人宣扬净土，不遗余力，確立了台淨合流的傳統，天台宗逐漸被淨土宗吸納。
四明知礼提出约心观佛之说，并提出净土诵佛的重要性。他认为“万法原本具备于心，离心无别物，因此观想佛，不过是假托观想而观自己的心，主要在于明心的本性”。知礼所提倡的是在心上（约心）观佛。心与佛都兼顾到，不能只偏向一边。四明知礼弟子神照本如还慕净土行仪，效法慧远，结白莲社共修念佛之道。而知礼大师的法曾孙、天台重镇延庆寺住持明智中立大师“行业淳实，人所信服，能以诚心修净土观”，并于元符年间协助门人介然法师于延庆寺西隅建“十六观堂”，外列三圣之像，内为禅观之所，修习观想之道。此观堂后来演化为今日的宁波观宗讲寺。
慈云遵式有《晨暮十念法》传世，要求「晨暮必須專心念佛，盡一氣為一念，如是十氣，名為十念。隨氣長短，不限佛數，唯長唯久，氣極為度……盡此一生，不得一日暫廢。」在这些高僧的带领下，天台宗人陸續投身到淨土法門中來，逐渐形成了“教归天台，行归净土”的信仰格局。

#### 华严与净土
两宋时期，净土信仰更为盛行，省常和義和分別從不同的角度對《華嚴經》中的淨土思想作了進一步的开掘。省常鉴于当时学人对信愿行三门中忽视行门的现实，用《華嚴經·淨行品》為號召，刺血和墨写经，并立下发愿文，结社念佛，弘揚淨土信仰，后被追认为净土第七祖；義和则注重从华严经本身的经文出发，揭示蕴含在经文中的净土信仰。義和撰述了《華嚴念佛三昧無盡燈》，目的就是为了在浩瀚如海的华严经论当中搜集一切能搜集到的圆融念佛法门。

#### 禪宗與淨土
五代宋初法眼宗禪師永明延壽有《万善同归集》三卷传世，认为修行得道，可以由不同的方式觉悟，因此不能執著某一法門，而否定排斥其他法門。他的說法被後世引申，認為禅与净土，二者有互相扶助的关系，自力结合他力相結合，即禪定结合念佛方为最好最圓滿的修行方法，即“禅净一致”。相传为永明延寿大师所作的《念佛四料簡偈》更明確地表達了這一理念。但这份文献在历史上首次出现于元朝天如惟则撰写的《净土或问》，因此其真实性是有疑问的，并且它已经开始转向以净土为主轴的修行方式，与“禅净双修”的模式有所偏离。
南宋之后，禅净结合已成为禅宗内部的大趋势：曹洞宗长芦清了有《往生集》传世；云门宗契嵩“夜分诵观音名号，满十万声则就寝”；云门文偃的四世法孙仪怀作《劝修净土说》，其中更主张“净土兼修不碍禅”。

### 明清高僧的净土思想
净土法门，从宋元以来，逐步成为佛教诸宗共同的信仰，并广传民间，形成了“家家阿弥陀，户户观世音”的民众信仰格局。明初梵琦、大佑、道衍、慧日、普智、妙叶等高僧等人都有弘扬净土的著作。当时的佛教界对净土念佛法门有两种不同的理解，一种念佛，是建立在禅宗心性论上的“参究念佛”思想，它效仿禅宗“看话头”的参究工夫，意图领悟“念佛者是谁”这一问题中蕴含的旨趣，为一种匯通了唯心净土思想的禅法；另一种，则是不假手参究，通过诵持佛号，與佛感應，直接寻求靠著阿彌陀佛接引而往生净土的修行。
明朝中期，自宣宗至穆宗百余年间，佛教中衰。但到神宗万历时期，名僧辈出，复兴气象应运而生，其中的翘楚，为紫柏真可、云栖祩宏、憨山德清与灵峰智旭四人。这四位大师都有宣扬净土法门的事迹，而且他们的净土观和具体修行方式，都各有特色。紫柏真可和憨山德清都行禅净双修法门，前者偏于禅悟，后者偏于净业；云栖祩宏摄禅归净，灵峰智旭消禅归净，虽有不同，但都以净土修行闻名，被尊为净土宗的八祖和九祖。
紫柏真可为禅宗僧人，在禅门凋敝之时，他立志复兴禅宗，大力倡导文字般若，融通儒释道各宗学说。他认为参禅得悟固难，但是修成净土亦属不易，故反对那种“以为念佛求生净土易而不难，比这参禅看教，唯此着子最为稳妥”的看法。他主张，如果不明白佛性、不除身心執障，则修净土也很难成就；而破除身心之执，就必须專心念佛，而不是单凭散心。因此他推介威猛的念佛法：不僅醒時念，夢中亦不能斷；不僅夢中不斷，即便是在大昏睡中，也不可稍有間斷。紫柏大师的念佛可以视为是禅修的一个法门。事实上，他的“如眾生能善用其心，孰非無量壽覺？娑婆孰非蓮花淨土？”也透露着唯心净土的精神。
憨山德清亦是禅僧。但他的佛教修持是始于参禅，终于念佛的。他所持的也是唯心净土的观点。但为了避免狂禅的“执理迷事”，走向虚无，德清也不排斥将西方净土作为修行的归向。然他始终罕言西方净土的实有，且引入般若空观理论，认为佛体如空，自心空净，心与佛本体一如，故能冥一，从而把念佛愿力归于自身，不失禅门弟子本色。德清不满于明末禅门的堕落风气，着重指出，对于参禅者，心地不净是最大的障碍，而“非念佛无以净自心”，念佛能使人心净，一心不乱则自然能悟。他要求参禅之人干脆把“阿弥陀佛”四个字当成话头：“念佛审实公案者，单提一声阿弥陀佛作话头，就于提处即下疑情，审问者念佛的是谁。再提再审，审之又审，见者念佛的毕竟是谁。”即所谓的“参究念佛”。德清晚年闭关念佛，昼夜念佛六万声，为禅僧中所少见。然究其本意，不过想让禅净两者相资为用，互补为善。他与紫柏真可的区别在于，真可认为参禅净心之后，方可念佛；而德清则以念佛净心作为参禅的先导。
云栖祩宏，又称蓮池大師。其对华严宗圆教和禅宗都有很深的认识，力主以华严为纲领，融合佛教内部的各个流派，最后将它们导归净土。他仿效华严宗清凉澄观大师将禅宗摄归顿教的做法，同样把净宗的阿弥陀经及无量寿经判入顿教。他阐扬的念佛法门有四类，分别为：持名念佛、观像念佛、观想念佛与实相念佛。莲池最推崇的还是“持名念佛”法门，因为其浅近而贴近众生，从持名开始，最后也能深达实相。只要求念佛者能做到“一心不乱”——在实践上，口与心同念佛号不断，行住坐卧唯此一念，因而将贪嗔痴等的烦恼杂念，排于心境之外；在佛理的体悟上，要在念佛之时，反观审察此一念的根源，能念所念，都是非有非无，言思路绝，莫可名状。最终与清净本然的理体契合。因此，莲池大师认为“归元性无二，方便有多门”，“禅宗净土，殊途同归”。
蕅益智旭（灵峰智旭）则倡三学一源论，认为禅、教、律三学應該相互為用，不當分河飲水；又提出“儒释同归”，且注解四书、周易；但是他最终的归趣则在净土法门。智旭的佛学深受天台宗学说影响，以一念统摄教禅各家，而最终则归于念佛的当下之念。他不但要把诸宗归入净土，还试图论证诸宗本来就出自净土。念佛三昧論是蕅益大師的中心思想，他基於「心佛眾生，三無差別」的理念，主張一切佛法，無不歸於念佛三昧：庐山慧远念阿弥陀佛的果报庄严，念的是他佛；西天二十八祖，天台智者观心修禅，念的是自性佛；永明延壽及楚石梵琦等所倡導的念佛法門，用觀諸佛果位的依正莊嚴，以顯人心內的理體智慧，悟到心佛眾生三無差別，叫做雙念自他佛。其要点在于通过观已成就的诸佛，来促使自己内心之佛的显现。智旭还极力主张持名一法，赞扬阿弥陀佛信仰，并认为要修净土，或追求现世幸福，都必须至心供养持颂地藏名号，方能切实灭除罪报。
进入清代后，弘扬净土法门者犹有人在，如净土宗的十祖截留行策，十一祖梵天省庵，十二祖紅螺徹悟，都以净业闻名。截流大师注重在事修上着力，指导信众诚笃恳切，在修行上认为持名念佛，贵在一心不乱；省庵法师的《劝发菩提心文》全篇事理圆融，知见透彻，且诚挚恳切，感情发自肺腑，感人至深，因而长久以来一直在净宗学人中流传。

### 居士佛教中的净土思想

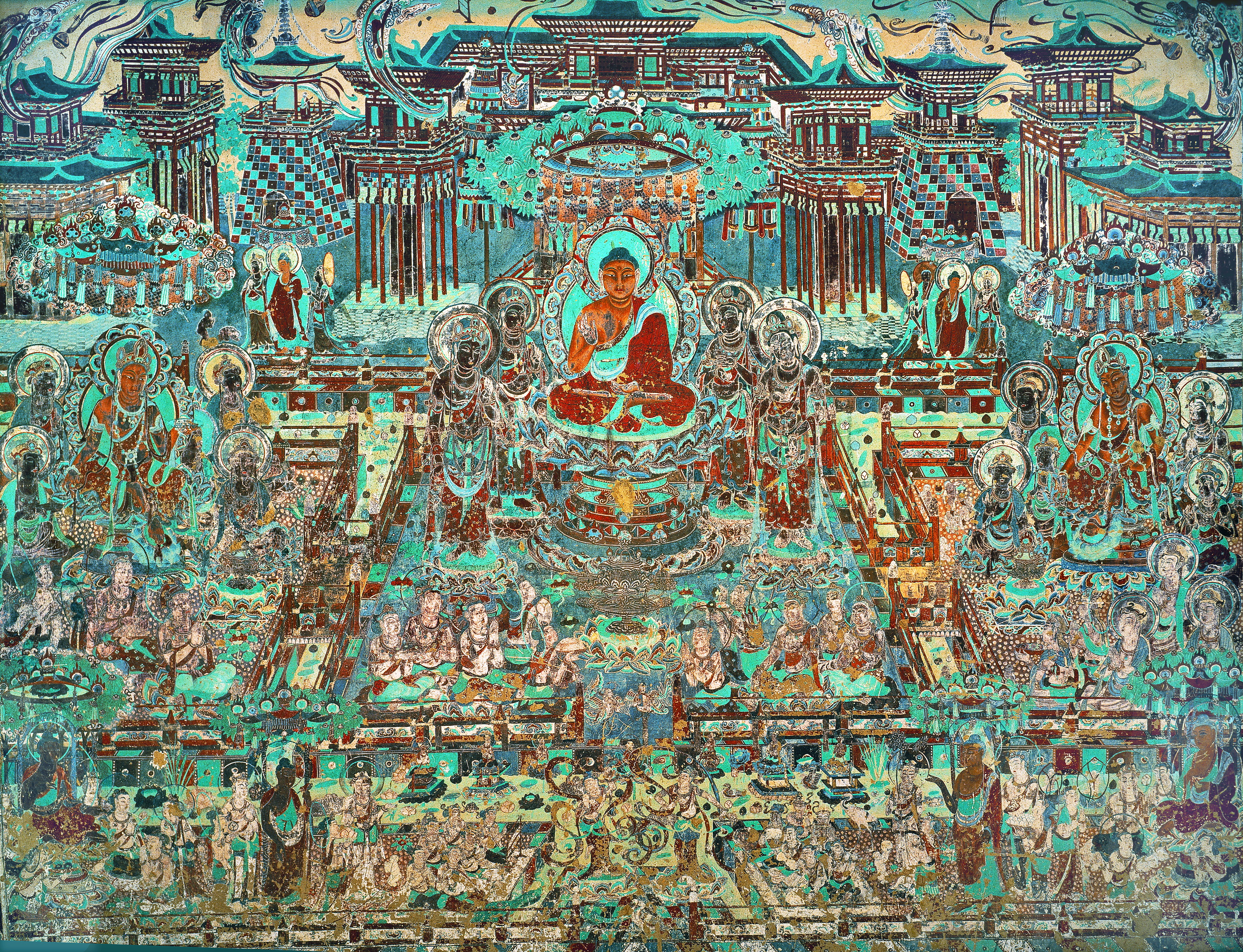
观无量寿经壁画，位于敦煌莫高窟第217窟

元明以来，佛教式微。而随着明末佛教复兴和世俗化的推进，高僧大德的涌现，使得很多士大夫、文人亲近缁门，乃至投身僧门，传承往生净土的理念。如祩宏弟子数千人，大部分是在俗弟子。在俗弟子中，又以士大夫为主体，包括了陶望齡、陆光祖等著名文人；而董其昌、汤显祖等人，则受到紫柏真可大师的影响；憨山德清门下的弟子则包括汤显祖、钱谦益、屠隆等人。于是，这些大师的思想及其修持觀念，最终成了明末居士群的主要標榜，此一影响，直到清末民初仍未衰落。
李贽作有《淨土訣》一卷，但是作为禅宗居士，他认为念佛是为了明心见性，而不是为了升上西方世界：“阿弥陀佛净土，即自心净土，念佛参禅，即所以自净其心”，只要做到见性，那么念佛和参禅作为手段，并无高下之分。但是李贽的净土思想和以往的唯心净土观相比，又有自己的特色。李贽又把念佛之修持分为两类，即念真佛与假佛。他认为真诚信仰者以至情之心所念，念的即是真佛，真佛则自然会为至情感动，若不以至情则无佛可成。
袁宏道是公安派文學家，也是晚明文坛中獨抒性靈、不拘格套的代表。他早年与李贽交往，亲近禅门，著《金屑編》一部，深受其赞赏；但随后他感到当时禅风疏空不实，自己修证也遇到了瓶颈，于是渐渐走向净土法门，日后他的佛学成就也主要体现在净土上。袁宏道效法的是永明延寿的禪淨兼修之風，吸纳的是华严宗含摄五教，通贯六阶的圆融精神；而其代表作《西方合論》的主體結構继承了李通玄的《新華嚴經論》的框架：一书分十章，一章则尽可能列出十目，显示出华严“十十无尽”的圆融周遍的内容，极具气魄，他從華嚴宗的判教原則出發，結合凈土宗人自己的立場，判定《阿弥陀经》代表了圓融一切的“圓極教”，彌陀世界也是一個能“攝受十方一切有情不可思議”的凈土。这种分法受到了云栖祩宏判教的影响，但祩宏認為“阿弥陀经”相對于華嚴一大宗圓教來說，僅僅是“得圓少分”，只能說是“屬圓”而不達极致。將《阿彌陀經》列為最高的圓極教，則是自袁宏道始（不过，袁宏道在写完《西方合论》后，又有回归禅宗的表现。）
入清后，随着寺院佛教的日渐衰微，作为居士的士大夫热衷、信仰、弘扬佛教，为佛法的传播贡献日增，其中彭际清就是杰出的代表，他著有《居士传》、《善女人》、《净土圣贤录》等著作。彭氏以禪的立場、華嚴的思想、淨土的實踐弘傳佛教，主张用華嚴的思想來溝通儒釋，“以《易》系無方，《中庸》無依之旨，遊于華嚴藏海”，则能世出世間圓融無礙。他試圖融合華嚴學說和淨土信仰的著作则是《华严念佛三昧论》，在这部著作中，他将一大部《华严经》的教义以“五种念佛”来概括，即念法身佛，报化身佛，念佛名号，专念毗卢遮那佛、专念阿弥陀佛。彭氏為了將阿彌陀佛和毗盧遮那佛联系起來， 一方面在《普賢行願品》的「普賢發十願，眾生受持讀誦便能往生極樂世界」中寻觅二者結合的依據，另一方面指出，阿彌陀，梵语「無量光」；毗盧遮那，梵语「光明遍照」，故二佛名稱雖別，而含義类似。
晚清自強運動的啟蒙思想家魏源也是净宗学人。他在佛学上的主要贡献是会集《无量寿经》和将《普贤行愿品》编入《净土四经》，现为佛教界普遍接受。对于这四部经典，他认为：由《无量寿经》，可以“知法藏因地愿海之宏深，与果地之圆满”；由《观无量寿佛经》，可以“知极乐世界之庄严，与九品往生之品级”；由《阿弥陀经》，可以知持名念佛之妙法；由《普贤行愿品》，可以知信愿往生须發无上菩提之心，发此大心之后广行布施，供养三宝，最终还是要以持名为主，持名至一心不乱，即可往生。

### 近代净土信仰
晚清时代，内忧外患，国家动荡。佛教自嘉庆以后，逐渐废弛。净土宗随之一蹶不振，暮气沉沉。太平天国灭佛之后，中国东南佛教破坏无遗。但朝廷的衰微也使得原先占统治地位的理学受到冲击，士大夫想以佛教来填补思想的空白，因此許多著名的居士卓然興起，在近代佛教的復興過程中起了重要的不可替代的作用。杨文会在其中贡献良巨，他也被称为“中国佛教复兴之父”。
杨文会早年曾崇禅而轻净土，但随其用心既久，始改前修，进而确定了“教宗贤首，行在弥陀”的信仰体系，强调一切法门皆趋净土一法门。在《十宗略说》中，他首标律宗，因为他主张三学以持戒为本，而以净土宗作结，因净土一宗，普摄群机，适用于任何根性的众生。此一观点继承自智旭的诸宗归净土，又从净土流出的看法。
当时的净土法门越趋简易，行法偏重于持名，讲述多陈陈相因，无所发挥。久而久之，净土修行不免流于形式，因而很多人认为单凭念佛，即可藉弥陀愿力，往生净土，故对读经一门，甚为轻视；而把念佛与弘法利生相结合的行止，则更为罕见。杨文会指出，修习净土必须以菩提心为因，修行的目的是成佛，而菩提心为成佛之因，断没有无因而得果的道理。至于发心，则分两种：凡夫以四宏愿为发心，信满之后则发真实菩提心。若无发心，即便能“十念往生”，在《无量寿经》与《观经》中都只能判做下品。只摄下品的净土法门自然不能被称作“三根普被”的妙法。所以，他的净土法门以菩提心来融摄六度万行为特点。从所有菩萨行出发，都可以入手念佛法门，归向净土，而不一定要专修一法门，急求现证。若不如是，单念佛号日久，则易于疲懈、误入歧途，甚至退转。他认为，净土法门不能轻读经，而应以净土经论为津梁；而净土诸法门中，持名、观想亦应并重。他尤其重视《观无量寿经》，并为观经写略论发挥其中的大义。他留世《杨仁山先生礼拜入观法》一卷，是通过陈汝浞口述，徐文蔚笔受流传下来的。
中国历史上由于三武一宗灭法，很多经典包括净土经论失传，杨仁山通过日本友人请回大量经典，包括昙鸾的《往生论注》、善导的《观经四帖疏》等重要著作，后来印光大师弘扬净土时，秉承善导专修之旨，判释佛力、自力大小难易，都从这些作品中得到印证，所以杨文会东洋请经之举，对近代净土宗有很大的影响。杨文会与日本净土真宗僧人过往甚密，但并不认同真宗的纯他力救度的法门，认为真宗的教义中违经之语甚多。他始终坚持中国佛教的传统观点，认为修习净土应自他二力并重，净土门和圣道门也不应该截然分开。只强调弥陀本愿中的第十八愿－念佛本愿，认为众生只要“一念净信”即可往生成佛。而完全否定自力修行的功德，甚至否定传统的伦理和戒律，这是断然不能接受的。
在僧人方面，清末民初宣扬净土法门最力的是印光大师。他认为当时处于末法时代，唯有执持念阿弥陀佛才能解脱。他的主要贡献体现在对社会传播教理上。他通过来往书札及撰文，指导众多俗家弟子念佛求往生净土，又先后在上海、苏州设立弘化社，刊印净土经书百数十种，达数十万册。蕅益大师编著的《净土十要》、彻悟大师的语录都被弘化社刊印流通。印光认为《楞严经·大势至念佛圆通章》是念佛最妙开示，因此将其加入“净土四经”，合成“净土五经”，排版付印。
弘一大师一生弘扬净土不遗余力。他的佛学思想体系，是以华严为境，四分律为行，导归净土为果的。他对佛教戒律精专研学，与对净土行的认同，是相资为用、不可分裂的，都出于自己对佛法的真切体认。弘一大师念佛，并非为成就一己之私的利益，而是始终抱着“救济众生之宏愿”，甚至有“以身为抵押品，赎出一切恶道众生”的大无畏气概。因此，为了得到成就，必须要发大菩提心。他鼓励念佛学人多做慈善事业，认为此事业也能成为成佛的资粮。

### 人间净土
在近现代，太虚大师是能突破已有理论，使净土的观念得到更新的佛教界代表。和传统上的“山林佛教”、“僧侣佛教”不同，太虚大师宣扬的是“人生佛教”，关注的是人间的苦难，他宣扬的净土，则是“人间净土”。他批评那些为了一己解脱而修习净土的行者，认为这是小乘自了汉的做法，并非大乘的净土行。他认为凭借各人的精诚之心，去修集净善的因缘，久之久之，浊恶的人间便可一变而为庄严净土；因此，不必于人间之外另求净土。
太虚的弟子印顺法师进一步发展了他的观念。印顺认为，西方淨土，本代表着無量光、無量壽的“永恆與福樂的圓滿”，代表着佛的果德，而中國人特重西方淨土，则因为重佛的果德，而忽略阿閦佛净土代表的菩萨智证大行；又忽略了彌勒淨土代表的人间净土信行；這是一种偏頗的發展，而不是阿彌陀佛淨土的真義。因此太虚、印顺两位大师，在演说净土的时候都比较突出它与人间的联系，普遍重视与人间联系更紧密的弥勒净土和药师佛的东方琉璃世界。在此之后，圣严法师等佛教高僧也在推广人间净土，并认为其理念应当推广至非佛教徒，并使众生因此受益。

### 隋唐淨土之復興
現代淨土宗之一支，提倡唐代善導大師之念佛法門。總歸現代淨土宗有二，一為隋唐淨土，一為宋明淨土：
隋唐淨土為傳承龍樹菩薩、天親菩薩、曇鸞大師、道綽大師至善導大師一脈，完全依止《淨土三經》；
宋明淨土為加入了天臺、華嚴、禪宗的思想，其教理雖為豐富，但已非純粹之淨土思想。
因佛教法難，善導大師著作於中國失傳，使淨土宗依附於他宗成為「寓宗」，失去淨宗獨立之綱格。直至清末，善導大師之著作由楊仁山居士經其日本友人之協助，引返中國。因民國時期之印光大師，曾見善導大師之著作，故於《文鈔》明顯地以善導大師之思想解釋淨土，並譽為「所說當作佛說看」。

## 從中國外傳

### 日本淨土信仰

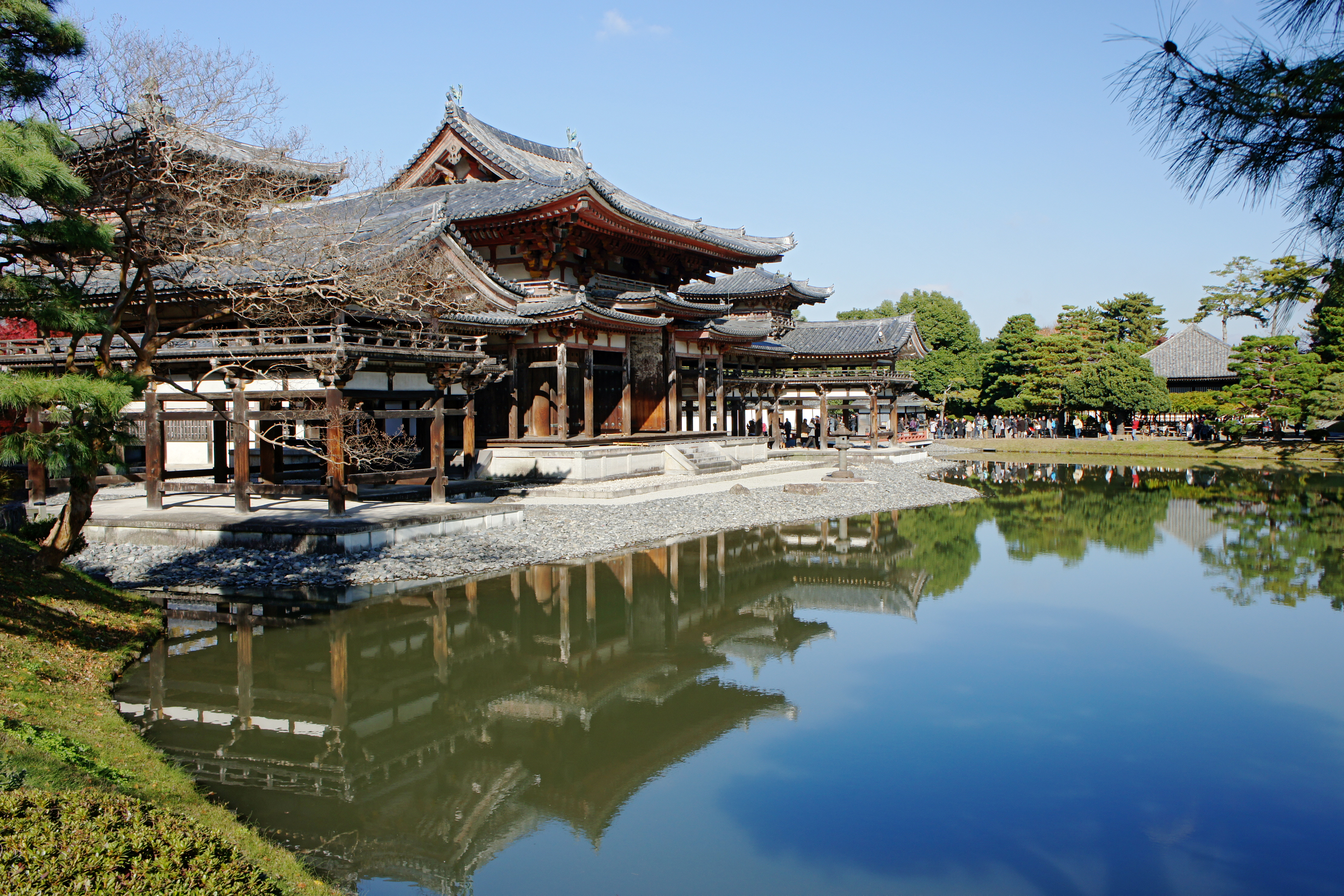
宇治市平等院，建于998年，日本淨土宗寺庙

弥陀信仰传入日本的历史可以追溯到飞鸟时代。当时净土三经的注疏，伴着中国制造的阿弥陀佛像、净土变相图陆续传入日本。但当时日本对阿弥陀佛的信仰，是以禳灾延福为目的。直到公元十世纪后，随着律令制度的破坏和国家的混乱，日本的净土思想出现了转型，从作为贵族专利的祈祷佛教向厌离秽土、追求净土的念佛法门转化。
日本歷史上的净土教主要寄居于天台宗内部。在长期的发展中，先后有不同的净土法门从原来的宗派中脱离出来，走上自行发展的道路。良忍在十一世纪中叶，创立了融通念佛的法门。他吸收天台之“一念三千，十界互具”、华严之“圆融无碍，相即相入”的教理，而主张一人所唱的念佛功德与众人所唱的念佛功德相互融通。这一法门以法华经和华严经，而不是净土三经为正依，处于自力教和他力教的过渡阶段。
法然建立的日本净土宗偏依中国初唐善导大师，因此尊奉其为净土宗高祖，开宗传教。他认为只要一心专念弥陀名号，依靠阿弥陀佛的愿力，便能往生净土。法然上人弟子亲鸾建立的净土真宗倡导一种纯他力的净土思想，他所主张的本愿念佛，唯凭四十八愿中的第十八愿，以及观经中的观点——即使五逆十恶之人，在临命终时只要对弥陀净土有足够的信心愿望也能往生。
一遍上人创建的时宗也属于净土系的宗派。因《阿弥陀经》有“临命终时”一句，一遍想到人生无常，时时在生灭之中，故“平生”与“临终”等无差别；为表此意及念佛本旨，遂将自己的宗派命名为时宗。一遍十六年间，游遍日本六十余州，劝人念佛，人称“游行上人”。
良忍、一遍、亲鸾的教法，广泛受到民众的欢迎。直到今日，净土宗和净土真宗仍然属于日本佛教最大的宗派。天台宗内部也分出了念佛色彩浓厚的天台真盛宗，与天台本山流行的密教思想形成鲜明的对比。

### 朝鮮半島净土信仰
弥陀信仰进入朝鲜半岛的时间略早于其进入日本，但在朝鲜半岛，弥勒信仰比弥陀信仰更为流行。统一新罗时期，高僧圆测和元晓都有对《阿弥陀经》和《无量寿经》的注疏传世。在新罗善德王时代开始，弥陀信仰渐渐流行开来。善德王宰相金良图曾雕塑阿弥陀佛像。景德王时，新罗布川山有五位比丘尼数十年坚持念诵阿弥陀佛，终成正果。但韩国的净土信仰始终没有结成体系化的教团，直到二战之后，才有“净土宗”的出现。
韩国净土信仰中最有代表性的形式，是日数念佛。中日两国净土信徒在念佛时注重念的次数，但韩国注重的是念佛的日数。这种念佛方法在中日少见。直到现代韩国的寺院，每年仍举行数次念佛祈祷持续时间3日、5日、7日、21日、100日不等。长时期的念佛有念1000日，也有念万日的。特别是万日间的念佛，被称为万日念佛结社。

### 越南净土信仰
越南的净土信仰则与多与禅宗结合。17世纪，竹林禅派名僧白梅麟角在河内创立莲宗。主张禅教双运，“以教为眼，禅是佛心，以阿弥陀佛为公案”，在实修上专持弥陀之名；此外，在越南南北双方都分别有宣扬禅净并修的拙公派、原绍禅派，都源于临济宗。

### 新馬地區淨土信仰

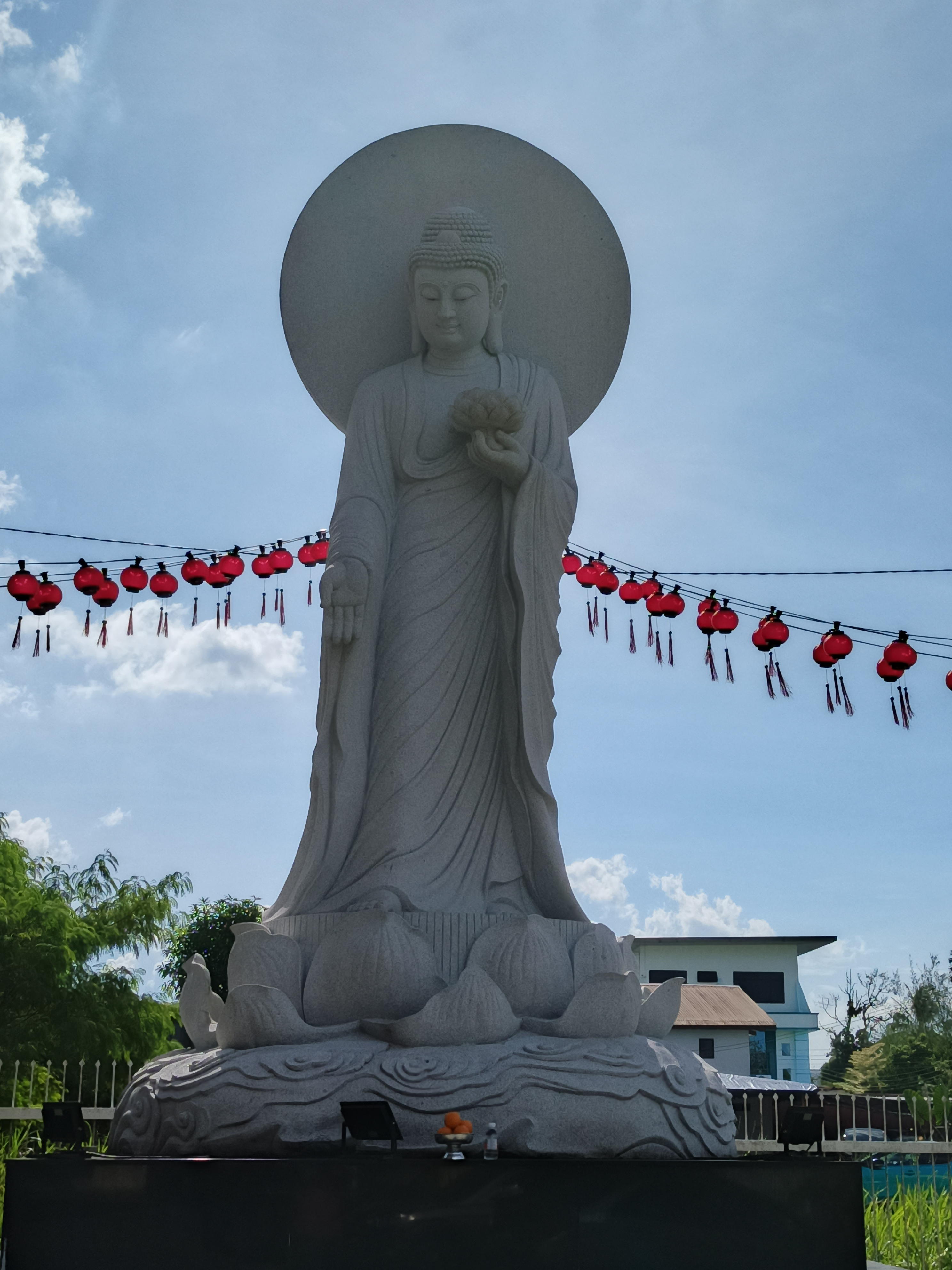
位於馬來西亞砂拉越古晉慈雲佛教正信會的阿彌陀佛造像

新加坡與馬來西亞的淨土信仰與中國和台灣相似，其主要核心亦為“信願行”。在馬來西亞及新加坡各地亦有台灣華藏淨宗學會的分會。主要為馬來西亞淨宗學會與新加坡阿彌陀佛學會，另外則為各地區的分會。

## 净土文化

### 净土与美术

日本高德院內建於公元1252年的阿彌陀佛青銅像

阿弥陀佛造像的产生比弥勒造像要晚。弥勒造像在公元初年已渐渐在西北印度、东北波斯、中亚及西域地区流行，但弥陀造像直至四世纪才在中土发展起来。甘肃永靖炳灵寺169窟的无量寿佛龛造像是现存最早的阿弥陀佛像。南北朝时期，净土造像随着佛教造像艺术的发展，扩散到整个北方（如洛阳龙门石窟魏字洞中，就有立于正光四年(523)和孝昌二年(526)，与数个观世音佛龛并排着的无量寿佛龛。）和南方地区。
净土造像的发展，一方面出于佛教通俗化，向下层民众宣扬信仰的需要；另一方面也是出于民众厌离混浊乱世，希图进入佛土，实现解脱的祈求。七世纪后，在善导的倡导下净土宗蓬勃一时，以阿弥陀佛住西方极乐净土为中心的“净土变”壁画（俗称为“净土曼荼罗”）也出现。“变”有二义，一为“变动”之义，以不动之图画表述净土世界的种种动相；一为“变现”之义，画像虽非真，但可以体现出净土世界真实场景。净土变的题材有两种，一种描绘极乐世界的庄严相；一种则以观无量寿经为依据，描绘西方世界的楼阁莲池，阿弥陀、观音、大势至三圣。长安净土院就有吴道子创作的净土变作品，洛阳大云寺有尉迟乙僧创作的“净土经变”，现存的敦煌壁画里也存在从唐至宋的大量净土变相作品。

### 净土与音乐
佛教音乐在印度很盛行，受其影响，歌赞梵呗也随着佛教传入中国。支谦依《无量寿经》以及阿含部的《中本起经》影响，造《赞菩萨连句梵呗》，系西域风格。曹植始创《渔山梵呗》，把佛教音乐和传统中国乐曲结合在一起。东晋时确立了唱导制度。所谓唱导，即以歌唱事缘、杂引譬喻来“宣唱法理、开导众心”。这种做法在庐山慧远之前已很盛行，但尚无一定规矩，至他开始“躬为导首”，开创了以音乐为舟揖、广弘佛法的途径，“遂成永则”。
入唐，善导大师著有《法事赞》、《般舟赞》、《往生赞》等赞歌三卷；法照著有“五会念佛”法规，并著有《散花乐》等曲，影响深远，至今仍以《千声佛》等佛曲为遗续；少康则面向民间，在民间音乐的基础上创作新的佛曲。这种将佛曲和民间音乐结合的作法一直延续到宋、元、明、清各代。

### 净土与文学
自净土初祖慧远法师始，佛教中净土题材的诗文相继发达。慧远著有《庐山东林杂诗》，属于中国最早的一批山水诗，在对清净佛地，幽闲林泉的赞叹中，透出了悟道的法味。同时代的王齐之著有《念佛三昧诗》，慧遠為之作序，在序中詳述了如何由「念佛」而達到「三昧」定境的修行步驟。
唐朝的白居易是弥陀與弥勒的双重信仰者。他讚揚彌勒佛，也著有《净土要言》诗，宣扬阿弥陀佛法门。元末明初的高僧梵琦有《西斋净土诗》，省庵法师也有《劝修净土诗》，都被信众广泛传诵。莲池大师有《云栖诗偈》，其中有两篇《七笔勾》为人所赞。《红楼梦》中的《好了歌》可以从《七笔勾》中找到源头。
明代餘杭沙門智达著有雜劇《净土归元镜》，全名是《异方便净土传灯归元镜三祖实录》。作者用舞台扮演的形式，演述东晋慧远、五代永明延寿和明代云栖莲池三位佛教大师的出家成道以及传教弘法的故事。文笔通俗，力求妇人稚子均能通晓，分为四十二分，取《华严经》四十二字母之义。意在劝导世人以祖师为榜样，念佛不害，慈悲乐道，以便往生西方。

### 淨土思想對道教的影響
在净土宗的影响下，道教也发展出了对太乙救苦天尊的信仰。太乙救苦天尊简称“救苦天尊”，传由青玄上帝神化而来，立誓救度一切众生，所以炁化成救苦天尊以度世人。只要眾生持念、思念此天尊的聖號，自然就能获得即時感應，萬邪不入，萬禍不侵；臨終前，若不忘思念太乙救苦天尊，即能被天尊接引往生東方長樂世界——東極妙嚴宮，永脫生死輪迴。
台湾高雄道德院开山宗长郭騰芳，于1981年创立太乙真莲宗，即以《三官感應妙經》（淨土篇）及《太乙救苦護身妙經》之經義为依据，信奉太乙救苦天尊，以求住世得長壽，將來離世，元靈得蒙太乙天尊引度到东方的净土世界。

## 延伸阅读
- 《中国净土宗通史》，陈扬炯，江苏古籍出版社，2000年，ISBN 978-7-80519-998-6 （2008年，ISBN 978-7-80643-956-2）
- 《明末佛教研究》，聖嚴法師，宗教文化出版社，2006年，ISBN 978-7-80123-815-3
- 《吐火罗文弥勒会见记译释》（载《季羡林文集》第11卷），季羡林，江西教育出版社，1998年，ISBN 978-7-5392-3124-2
- 《慧遠評傳》，曹虹，南京大学出版社，2002年，ISBN 978-7-305-03897-6
- 《中國密教史》，呂建福，中国社会科学出版社，ISBN 978-7-5004-1718-7
- 《中國居士佛教史》，潘貴明，中国社会科学出版社，2000年，ISBN 978-7-5004-2831-2
- 《凈土探微》，弘学，巴蜀书社，1999年，ISBN 978-7-80523-988-0
- 《中国佛教哲学要义》，方立天，中国人民大学出版社，2002年，ISBN 978-7-300-04258-9
- 《中国佛教文化》，方立天，中国人民大学出版社，2006年，ISBN 978-7-300-07512-9
- 《佛敎文獻硏究》，（日本）水野弘元，Dharma Drum Publishing Corp，2003年，ISBN 978-957-598-244-7
- 〈淨土的淵源及其演變〉，楊白衣，華崗佛學學報(8)，1985年，http://www.chibs.edu.tw/ch_html/hkbj/08/hkbj0802.htm （页面存档备份，存于）